# هاشم هاشم‌زاده هریسی
هاشم هاشم‌زاده هریسی (زاده ۱۳۱۷ در هریس) مجتهد ایرانی و نماینده پیشین مردم آذربایجان شرقی در مجلس خبرگان رهبری است. وی از حامیان اکبر هاشمی رفسنجانی است.
هاشم‌زاده هریسی نمایندهٔ حوزهٔ انتخابیهٔ تبریز در دورهٔ پنجم مجلس شورای اسلامی بوده‌است. وی پیش‌تر در دورهٔ سوم نیز عضو این مجلس بود.

## زندگی‌نامه
در هفت سالگی وارد مکتب خانه شد و پس از مدتی وارد مدارس جدید شد. بعد از فراغت از درس‌های کلاسیک در سال ۱۳۳۶ وارد حوزه علمیّه تبریز شد و در مدرسه طالبیّه تبریز مشغول تحصیل شد. در این حوزه دروس پایه و ادبیّات یعنی صرف، نحو، منطق، اصول، معانی و بیان را در مدت چهار سال به پایان رساند و دروس فقه را آغاز کرد و مقداری از شرح لمعه را خواند. در سال ۱۳۴۰ وارد حوزه علمیّه قم شد و در آن جا نیز دروس فقه و اصول را از شرح لمعه تا کفایه، به‌طور کامل به پایان رساند سپس شرح لمعه را در کلاس سیّد جواد خطیبی تبریزی، رسائل و مکاسب را بر سر درس آقایان: مکارم شیرازی و سبحانی و کفایه را بر سر درس طباطبائی معروف به سلطانی بروجردی آموخت. مقداری نیز فلسفه، کلام، تفسیر، علوم قرآنی و درس‌های مختلف جنبی خواند.
در سال ۱۳۴۵ وارد تحصیلات دروس خارج فقه و اصول از محضر اساتیدی همچون مرعشی نجفی، گلپایگانی و اراکی آموخت. درس‌ها و مطالعات جنبی را در دروس تفسیر، فلسفه، علوم قرآنی و علوم مورد نیاز دیگر ادامه داد. در همان سال اوّلین کتابش را با نام حقایق تحریف شده منتشر کرد. تعداد تألیفات و نوشته‌های وی به بیش از ۷۴ جلد می‌رسد.
در سال ۱۳۶۱ در دانشگاه تبریز، دانشکده الهیاتِ دانشگاه تهران و دانشگاه صنعتی سهند، مشغول تدریس شد.
در سال ۱۳۶۹ موفق به اخذ مدرک دکترا در رشته علوم قرآنی گردید.
در طول تحصیلات و مطالعاتش به چهار امر مهم دیگر نیز می‌پرداخت که عبارت اند از:
- تدریس در حوزه، دانشگاه، کلاس‌های ویژه و در سطح عموم
- تبلیغات و فعّالیّت‌های فرهنگی در سطح عموم در شهرستان‌ها
- نویسندگی در رشته‌ها و موضوعات مختلف مخصوصاً در مورد قرآن و بیش تر به سبک درسی
- فعّالیّت‌های سیاسی از آغاز قیام خمینی در مهر ۱۳۴۱ تاکنون به اشکال متفاوت و در ابعاد مختلف[۳]

## فعالیت‌های سیاسی پیش از انقلاب
از آغاز فعالیت‌های منجر به انقلاب اسلامی، پیام‌ها، نامه‌ها و اعلامیه‌های خمینی و مراجع عظام را در استان‌ها و شهرستان‌ها به هسته‌های انقلاب می‌رساند.
تصمیمات حوزه علمیه و رهبری و همچنین حوادث و اخبار حوزه درباره انقلاب را به مردم و علمای بزرگ شهرستان‌ها ابلاغ می‌کرد. در ماه‌های محرّم، صفر، رمضان و ایّام فاطمیّه به تبلیغات می‌رفت و بیش‌ترین صحبت‌ها و تبلیغاتش روی مسائل سیاسی و انقلاب متمرکز بود. بارها به شهربانی، ژاندارمری و ساواک محلّ مأموریّت، احضار می‌شد و مورد بازجویی‌های شدید و مکرّر قرار می‌گرفت و حبس شد. پس از آزادی از زندان، در تبریز ممنوع‌المنبر شد. در سال ۱۳۵۴ با بهشتی در تهران ارتباط پیدا کرده و در جلسات او شرکت می‌کرد. در تحصن تاریخی روحانیّت در دانشگاه تهران حضور یافت و با ورود خمینی به تهران از دانشگاه به استقبال او رفت.

## فعالیت‌های سیاسی پس از انقلاب
با داشتن حکم نظارت و بازرسی از سوی دفتر پیگیری شورای انقلاب و بعدها از سوی هاشمی رفسنجانی و سپس از طرف مهدوی کنی در دوران وزارتشان شهرستان‌های آذربایجان شرقی و غربی را می‌گشت. از جریان نقده در آذربایجان غربی و جریان حزب خلق مسلمان در تبریز گزارش‌ها تهیّه و به مراکز ذی‌ربط ارسال می‌داشت. در سال ۱۳۶۰ طی مأموریّتی از قم به تبریز منتقل شده و مسئولیّت سازمان تبلیغات اسلامی و نمایندگی خمینی در سپاه پاسداران را به عهده می‌گیرد.
در دوران نمایندگی دوره سوم مجلس شورای اسلامی مقالات فراوان سیاسی نوشت که در روزنامه‌ها و مجلّات کشور منعکس و سپس تحت عنوان آیین کشورداری در شش جلد، چاپ و منتشر گردید. در دوران جنگ تحمیلی به نمایندگی از سوی خمینی در سپاه شخصاً در جبهه‌های جنگ حضور فعّال داشت.

## مسئولیّت‌ها
- عضویّت در هیئت نظارت بر اجرای فرمان خمینی
- مسئولیّت پیگیری و ارزیابی مسائل آذربایجان شرقی و غربی از سوی دفتر پیگیری و ارزشیابی شورای انقلاب
- مسئولیّت سازمان تبلیغات اسلامی استان آذربایجان شرقی
- نمایندگی امام خمینی در سپاه پنجم عاشورا، سپاه یکم ثار اللّه و سپاه نیروی مقاومت کشوری
- نمایندگی ولی فقیه در بسیج دانشجویی دانشگاه‌های کشور
- نمایندگی دوره سوم و پنجم مجلس شورای اسلامی از سوی مردم تبریز
- مشاور آموزشی وزیر آموزش و پرورش
- عضویّت در کمیسیون فرهنگ عمومی کشور
- عضویّت در کمیسیون سیاسی اجتماعی شورای عالی جوانان
- ریاست کمیسیون اصول ۸۸ و ۹۰ مجلس شورای اسلامی و ریاست شعبه سوم مجلس
- نمایندگی قوّه مقنّنه در هیئت نظارت بر مطبوعات کشور
- نمایندگی مجلس خبرگان رهبری
- عضویّت در هیئت نظارت بر اجرای قانون اساسی
- ریاست کمیسیون ارتباطات هیئت[۳]

## تألیفات
الف) درس‌های قرآنی
۱. طرح نوین؛ ۲. طرح نو؛ ۳. خودآموز قرآن؛ ۴. همه با هم به سوی قرآن؛ ۵. در مکتب قرآن؛ ۶. فرهنگ قرآن (سه جلد)؛ ۷. شناخت سوره‌های قرآن (سه جلد)؛ ۸. اعلام و علوم قرآن؛ ۹. شناسنامه سوره‌های قرآن؛ ۱۰. شناخت قرآن؛ ۱۱. قرآن‌شناسی علّامه طباطبائی؛ ۱۲. طرح تبویب قرآن؛ ۱۳. طرح پروژه‌های آموزشی و تحقیقاتی؛ ۱۴. قرآن و عترت.
ب) درس‌های اخلاقی، روایی و عقیدتی
۱۵. علم الاخلاق (دوجلد)؛ ۱۶. درمکتب پیشوایان؛ ۱۷. خداشناسی در کلاس درس.
ج) کتاب‌های متفرّقه
۱۸. حقایق تحریف شده؛ ۱۹. اسلام و مسئله شفاعت؛ ۲۰. بهداشت و درمان در اسلام؛ ۲۱. حقوق و وظایف زن در اسلام؛ ۲۲. پیام خون؛ ۲۳. سفیران انقلاب؛ ۲۴. تکرار تاریخ؛ ۲۵. دو تاریخ همگون؛ ۲۶. صدای عدالت (بیست شماره)؛ ۲۷. رساله احکام آموزشی.
د) کتب آیین کشورداری
۲۸. وظایف مسئولین؛ ۲۹. وظایف نمایندگان مجلس شورای اسلامی؛ ۳۰. قضا و دستگاه قضا در اسلام (وظایف قضات)؛ ۳۱. مجموعه مقالات؛ ۳۲. آیین انتخاب و گزینش در اسلام؛ ۳۳. بررسی خطوط و جریانات سیاسی؛ ۳۴. صدای دوستی و تعادل.
هـ) ترجمه‌ها
۳۵. مقدّمه دعوت حق (باهمکاری آقای نجمی)؛ ۳۶. ترجمه البیان (دوجلد) (باهمکاری آقای نجمی)؛ ۳۷. افسانه عبداللّه بن سبا (دوجلد)(باهمکاری آقای نجمی)؛ ۳۸. نقش عایشه در تاریخ اسلام (باهمکاری آقای نجمی).
و) کتاب‌های آماده چاپ یا در دست اقدام
۳۹. مجموعه کلام حضرت امام در مورد مجلس و نمایندگان؛ ۴۰. تلخیص الوظائف؛ ۴۱. آیات الاحکام (دو جلد)؛ ۴۲. تبویب آیات قرآن مجید؛ ۴۳. منابع علوم قرآنی و کتاب‌شناسی قرآن؛ ۴۴. فرهنگ احادیث؛ ۴۵. سیره و اخلاق عملی اسوه‌های انسانیت؛ ۴۶. تعلیم و تربیت اسلامی و تفاهم بین‌المللی؛ ۴۷. نماز در قرآن.
بعضی از این کتاب‌ها دو تا چهار جلد می‌باشد که تعداد مجلدات به ۱۲۰جلد بالغ می‌شود.